# فول هاوس (هواپیما)

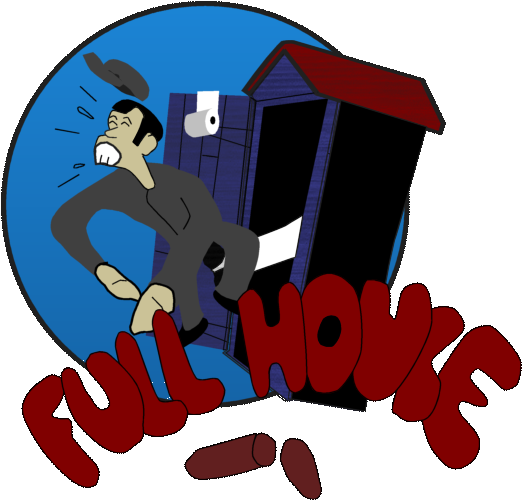
فول هاوس در نوز آرت

فول هاوس (انگلیسی: Full House)، نام یک بوئینگ بی-۲۹ سوپرفورترس (B-29-36-MO 44-27298، شماره پیروز ۸۳) بود که در حمله بمب اتمی به هیروشیما در ۶ اوت ۱۹۴۵ شرکت داشت.